# Dossibai Patell
Dossibai Rustomji Cowasji Patell MBE (16 octombrie 1881 - 4 februarie 1960), cunoscută mai târziu sub numele de Dossibai Jehangir Ratenshaw Dadabhoy, a fost un obstetrician și ginecolog indian care, în 1910, a devenit prima femeie membră a Colegiului Regal al Chirurgilor din Anglia (RCS).
După ce a absolvit formarea medicală inițială în India, a petrecut șase ani la Londra, unde a studiat pentru a obține MRCS (Eng), LRCP, MRCP, MB BS și, în cele din urmă, MD.
La întoarcerea în India, și-a stabilit o carieră în obstetrică și ginecologie, a susținut centrele de asistență maternală și infantilă și a făcut petiții pentru reducerea mortalității infantile. În acest rol, a devenit activă într-o varietate de societăți, devenind președinta mai întâi a Societății de Obstetrică și Ginecologie din Bombay și, mai târziu, a Asociației Femeilor Medicale din India.
În memoria ei se acordă conferința Dossibai J. R. Dadabhoy.

## Primii ani de viață
Dossibai Patell s-a născut la 16 octombrie 1881 într-o familie bogată Parsi și a urmat cursurile școlii de fete Miss Moos School for Girls din Bombay (astăzi Mumbai).
Patell provenea din Navsara Chambers, Fort Bombay, India. În 1903, și-a terminat pregătirea medicală la Grant Medical College, Bombay, de unde a obținut licența în medicină și chirurgie. Apoi i-a asistat pe Sir Temulji Nariman și pe Dr. Masina în Bombay înainte de a-și convinge părinții să-i permită să studieze în străinătate.

## Viața la Londra
Patell a studiat timp de patru ani la Royal Free Hospital (London School of Medicine for Women) și, în mai 1910, a devenit prima femeie care a devenit membru (MRCS) al Royal College of Surgeons, la patru ani după ce femeilor li s-a permis să susțină examenul MRCS. În același an, a devenit prima femeie licențiată (LRCP) a Colegiului Regal al Medicilor (RCP). De asemenea, în 1910 a devenit licențiată în medicină și chirurgie (MB BS) a Universității din Londra. În 1911 a devenit membră a RCP, la trei ani după ce femeilor li s-a permis să susțină examenul și la un an după ce Ivy Evelyn Woodward a devenit prima femeie membră a colegiului.
În 1912, a obținut titlul de doctor în medicină (MD) la Școala de Medicină Tropicală din Londra, fiind prima femeie de origine indiană care a făcut acest lucru. În ciuda intereselor sale viitoare, doctoratul ei a fost în specialitatea Medicină Tropicală.

## Cariera
La întoarcerea în India, în 1912, sub numele de Dossibai Jehangir Ratenshaw Dadabhoy, a început o carieră în obstetrică și ginecologie, acordând un interes deosebit malignităților ginecologice. Ca urmare, a fost prima persoană din India care a cumpărat, deținut și distribuit radiu.
În 1924, a prezentat o lucrare despre mortalitatea infantilă, afirmând opinia sa că mai mult de două treimi din decesele infantile puteau fi prevenite și a făcut o petiție pentru reducerea acestor decese. De asemenea, a luat în considerare mortalitatea maternă și a susținut supravegherea pe toată durata sarcinii și a nașterii și formarea de centre de asistență maternală și infantilă.
În timpul celui de-al Doilea Război Mondial, a servit în cadrul filialei din Bombay a Societății de Cruce Roșie. A fost numită MBE la 1 ianuarie 1941.
A cofondat Societatea de Obstetrică și Ginecologie din Bombay, devenind co-secretar de onoare al acesteia și mai târziu președinte. A lucrat la înființarea altor societăți de acest fel în India, care s-au reunit pentru a forma Federația Societăților de Obstetrică și Ginecologie din India, al cărei președinte a și devenit.
În 1955, a prezidat cel de-al optulea Congres de obstetrică și ginecologie din India. În calitate de președintă a Asociației Femeilor Medicale din India între 1937-1947, a făcut parte din Comitetul Bhore între 1942 și 1946, ocupându-se de dezvoltarea sănătății.
A fost, de asemenea, chirurg consultant onorific la spitalele Cama și lbless.

## Moarte
A murit la 4 februarie 1960. În memoria ei este ținută o cuvântare, unii dintre oratorii din trecut fiind:
- Paul Devroey
- Jerusha Jhirad
- Linda Cardozo

În 2018, Patell, împreună cu prima femeie membră a RCP, Ivy Evelyn Woodward, a fost inclusă în expoziția de celebrare a 500 de ani a RCP, "This Vexed Question: 500 de ani de femei în medicină".